# Darrell Johns
Darrell Dwayne Johns jr. (Kokomo, 16 aprile 1976) è un ex cestista statunitense, professionista nella NBDL.

## Palmarès
- Campione USBL (2007)
- USBL All-Defensive First Team (2006)
- Migliore nella percentuale di tiro USBL (2006)